# Natalia Gutman
Natalia Grigorievna Gutman (en rus: Наталья Григорьевна Гутман), nascuda a Kazan (Tatar RSSA, actual Tatarstan) el dia 14 de novembre de 1942, és una violoncel·lista soviètica, després russa.

## Biografia
Procedent d'una família de músics, va començar a tocar el violoncel als cinc anys. Les seves primeres lliçons les va rebre del seu avi, Anisim Berlin, un músic reconegut, deixeble de Leopold Auer.
Va ingressar al Conservatori de Moscou, on va ser alumna de Galina Kozouloupova durant 13 anys. Després de graduar-se, va col·laborar amb Mstislav Rostropovitch. Conegué el pianista Sviatoslav Richter, que seria una gran influència per a ella. Influència recíproca, Richter l'anomenà 'l'encarnació de la sinceritat en la música'.
Gutman participa en moltes competicions. Va guanyar la medalla d'or al Festival Internacional de Viena, el tercer premi al Concurs Txaikovski el 1964 i el primer premi al Festival Internacional de Dvořák el 1966. Va tornar a guanyar la medalla d'or al Concurs de Radiodifusió RDA l'any 1967 (categoria Música de cambra, amb el pianista Alexeï Nassedkine).

## Carrera
Natalia Gutman ha actuat amb orquestres de renom, com les Orquestres Filharmòniques de Viena, Berlín, Múnic i Sant Petersburg, així com la London Symphony Orchestra i la Royal Concertgebouw Orchestra. A través d'aquestes participacions, ha col·laborat amb els directors Claudio Abbado, Philippe Bender, Bernard Haitink, Kurt Masur, Riccardo Muti, Mstislav Rostropovitch, Sergiu Celibidache, Wolfgang Sawallisch i Iouri Temirkanov.
En música de cambra, Natalia Gutman ha treballat amb Sviatoslav Richter, Yuri Bashmet, Alekseï Lyubimov, Isaac Stern, Elisso Virssaladze, Yevgueni Kissine i Oleg Kagan, el seu difunt marit. Ha interpretat en solitari les obres completes de Bach a Moscou, Berlín, Múnic, Madrid, Barcelona, Oviedo i altres ciutats.
S'interessa especialment per les obres contemporànies. Algunes obres d'Alfred Schnittke, Edison Denisov i Sofia Goubaidulina van ser escrites per a ella.
Actualment, Natalia Gutman es dedica a ensenyar música i ajudar a joves músics. Va ser presidenta del jurat del 3r Concurs Internacional de Música de Rotary, a Moscou. Participà en festivals musicals com a convidada, per exemple a les classes magistrals internacionals de violí del Conservatori Rus de París Serge Rachmaninoff, o al Festival Internacional Elisso Virssaladze de Telavi, Geòrgia.